# Kieran Gibbs
Kieran James Ricardo Gibbs, (n. 26 septembrie 1989 în Lambeth, Londra), este un fotbalist englez, care joacă în prezent pentru West Bromwich Albion.

## Cariera
Gibbs și-a început cariera la Academia Wimbledon, dar a venit la Arsenal, când Academia s-a desființat în anul 2004. Joacă pe poziția de mijlocaș central, dar poate juca și ca extremă stângă. A jucat regulat pentru echipa sub 18 ani a lui Arsenal și pentru echipă a doua a Tunarilor, jucând în amicalele dinainte sezonului împotriva lui Barnet și a lui Inter Milano. În septembrie 2007, a semnat un contract de profesionist cu Arsenal și a fost pus pe lista jucătorilor lui Arsenal pentru sezonul 2007-2008 de Liga Campionilor, având numărul 34.
Și-a făcut debutul la prima echipă într-un meci din Cupa Ligii împotriva lui Sheffield United pe 31 octombrie 2007, iar ce-a de-a doua apariție a venit în urma unei schimbări a lui Eduardo da Silva în sferturile Cupei Ligii, împotriva lui Blackburn Rovers, pe 18 decembrie 2007.
Pe 31 ianuarie 2008, a fost împrumutat la Norwich City până la sfârșitul sezonului. S-a întors la Arsenal cu un meci înainte, pe 29 aprilie 2008 și și-a reluat locul în echipa a 2-a a lui Arsenal. În meciul din Premier League împotriva lui Fulham de pe 24 august 2008 a fost pe banca de rezerve, dar nu a fost folosit. Odată cu sezonul 2011-2012 începe să prindă din ce în ce mai multe meciuri în tricoul tunarilor.

### La națională
A fost convocat la Naționala sub 19 ani a Angliei, care a fost eliminată din grupe la Campionatul European de Fotbal U19, dar s-a calificat la Campionatul Mondial U20 2009 din Egipt, terminând cu echipa sa pe locul 3 în grupe. Pe 11 august 2010 debutează la naționala mare împotriva Ungariei.